# Gurgel Delta
O Gurgel Delta foi um protótipo construído pela Gurgel. Proposto para ser um carro barato, a Gurgel não conseguiu fabricá-lo por motivos financeiros: o lançamento deveria ocorrer em 1993, ano em que a marca pediu concordata.

## História
João Augusto Conrado do Amaral Gurgel sonhava em se tornar o Henry Ford brasileiro. Para tanto, ele sabia que tinha de produzir um carro que boa parte dos brasileiros, inclusive os mais pobres, pudesse comprar, o que lhe permitiria lucrar não por unidade, mas por volume. Mais do que vender para brasileiros, Gurgel queria que seu carro pudesse ganhar mercados que, na época, viviam com o transporte por bicicleta, como Índia e China. Os tempos mudaram. Índia e China são hoje grandes mercados para automóveis e os pioneiros naqueles mercados vão bem, obrigado. Quanto à Gurgel, ela fechou pouco antes de conseguir realizar o sonho de seu fundador: produzir um carro barato e simples de manter. O nome deste sonho era Delta.
Este nome provém de uma metáfora de aviação, segundo a qual só depois de inventar o avião supersônico é que o homem teria tido a chance de voar de asa-delta, um símbolo de simplicidade e liberdade ao mesmo tempo. E simples era realmente como o Delta podia ser definido. 
Para começar, o carro foi produzido de modo a usar o mínimo de material necessário, para que ficasse leve e custasse pouco. Ainda assim, ele tinha de levar quatro pessoas com conforto suficiente, uma razoável quantidade de bagagem e ser econômico, oferecendo desempenho que não fizesse seu motorista chorar sempre que tivesse de pisar no acelerador.
O Delta pesava apenas 550 kg. O motor era o mesmo usado no BR-800 e no Supermini, o Enertron, que não utilizava correias, tinha apenas dois cilindros contrapostos e cuja capacidade cúbica era de 792 cm3, com potência de 36 cv. Dizia-se que era um motor de Fusca cortado pela metade, mas o motor Gurgel era refrigerado a água (a ar no VW). A fixação era das mais interessantes: um sistema chamado pendular, que, ainda segundo as comunicações da empresa na época, diminuía a vibração do motor.
O câmbio teria apenas quatro marchas e seria produzido pela própria Gurgel, ao contrário dos dois carros citados anteriormente, que usavam o câmbio do Chevrolet Chevette. A tração, como Gurgel fazia questão de usar em todos os seus carros, era traseira. Mas a suspensão era por eixo rígido, uma opção que a empresa justificava como beneficio da manutenção mais econômica, já que uma das máximas do fundador da empresa era “peça que não existe é peça que não quebra”. Neste caso, ele se referia a semi-eixos e juntas homocinéticas.
Se fosse preciso resumir a proposta do Delta, ela seria a de um veículo extremamente simples, mas que, mesmo assim, conseguiria agradar todos os tipos de público devido à modernidade de suas intenções. Afinal, além do baixo custo, o uso de materiais recicláveis e leves, com um motor pequeno e econômico, em um carro robusto por natureza vem ao encontro de todos os sonhos de pessoas preocupadas com a questão ambiental.
O chassi do Delta, diferente de outros veículos com essa estrutura, era nas laterais, como uma célula de sobrevivência. De aço, essas laterais eram unidas por tubos de torque, o que criava uma estrutura espacial de alta resistência, segundo a empresa, onde eram presas as partes que compunham a carroceria. Isso também permitia que o carro pudesse ganhar diversas configurações diferentes: conversível, com capota fechada, sedã, perua, picape etc. Outra vantagem era que o uso desses materiais tornava o carrinho especialmente interessante para quem vive no litoral. O Delta seria muito pouco afetado por corrosão.
Em vez de ter apenas uma fábrica, o Gurgel que nunca foi vendido seria feito em diversos Estados brasileiros, o que permitiria que ele custasse menos (por conta do frete) e levaria desenvolvimento a regiões mais pobres. Um dos Estados escolhidos para o início da montagem do carrinho foi o Ceará, que primeiro receberia uma unidade das fábricas modulares, como elas seriam chamadas. Elas seriam de 10 a 12.
O Delta seria inovador até na linha de montagem, que não era bem uma linha, mas um carrossel. Batizado de ROTAMAQ, esse sistema era uma plataforma com seis braços, para os seis estágios de montagem do carrinho. Segundo a fábrica, isso garantia excelente ergonomia no processo para os operários. Quem conhece a realidade das montadoras instaladas no Brasil sabe que problemas de ergonomia são uma das maiores causas de afastamentos do trabalho por conta da saúde, uma despesa que pesa cada vez mais nos resultados dessas empresas.
Apesar de as fábricas serem espalhadas, todas receberiam as peças de uma unidade central, a Fábrica de Componentes básicos, ou FCB, que se localizaria em Uberlândia, cidade conhecida como o “umbigo do Brasil”, já que por ela passa a maior parte das estradas que interligam as diversas regiões brasileiras.
Com tudo isso, a estimativa de custo para o Delta era de cerca de US$ 4.000, ou pouco mais de R$ 7.000 em valores atuais. Ainda que fosse barulhento, feio ou mal-acabado, o carrinho teria um apelo imenso de vendas por conta de um preço tão baixo.
O projeto estava previsto para começar em 1993. Além de atender ao Brasil, Gurgel pretendia também criar um veículo que pudesse ser vendido na Índia e na China, como alternativa de transporte e de ganho de dinheiro. Para isso, bolou um táxi-riquixá. O veículo teria um lugar no centro e espaço para duas pessoas atrás. Serviria apenas para deslocamentos rápidos e pagos, mas seria uma excelente maneira de começar a conquistar esses imensos mercados que, hoje, poderiam estar consumindo produtos mais sofisticados da Gurgel, se ela tivesse tido tempo de desenvolvê-los. 
A produção do BR-800 começou com o benefício de uma carga tributária mais leve, mas se complicou por conta do esquema de vendas com lotes de ações da empresa, o que fez o carro demorar a ser fabricado e custar mais do que deveria.
De tanto reclamar com o governo, as outras montadoras instaladas no Brasil conseguiram a mesma vantagem tributária e criaram o que hoje conhecemos como carro popular. Pego de surpresa, Gurgel oferecia um carro menor e mais caro do que o da concorrência, por maiores que fossem suas vantagens.
Para a produção dos câmbios do Delta e do Supermini, foram compradas máquinas da Citroën, mas a crise se estabeleceu mais ou menos na mesma época, com o agravante da dívida. Em vez de comecar a produzir seu carro econômico em 1993, a Gurgel pediu concordata naquele ano. Pediu também um financiamento de US$ 20 milhões ao governo federal, que não o concedeu.
Com isso, além do Supermini, do Delta e de outros projetos, como a Van, morreu também mais um sonho de criar uma fábrica brasileira de automóveis. Até que a Gurgel durou, considerando outras iniciativas, como a da IBAP, com o automóvel Democrata.